# Cetanoviće
Cetanoviće (en serbe cyrillique : Цетановиће) est un village de Serbie situé dans la municipalité de Sjenica, district de Zlatibor. Au recensement de 2011, il comptait 290 habitants.

## Démographie

### Évolution historique de la population
| 1948 | 1953 | 1961 | 1971 | 1981 | 1991 | 2002 | 2011 |
| ---- | ---- | ---- | ---- | ---- | ---- | ---- | ---- |
| 320  | 375  | 406  | 447  | 474  | 478  | 386  | 290  |

|  |